# Trachyaphthona rugicollis
Trachyaphthona rugicollis es una especie de insecto coleóptero de la familia Chrysomelidae.
Fue descrita científicamente en 1997 por Wang in Wang & Yu.